# Paraderris glauca
Paraderris glauca là một loài thực vật có hoa trong họ Đậu. Loài này được (Merr. & Chun) T.C. Chen & Pedley mô tả khoa học đầu tiên năm 2010.